# باصری هادی
باصری هادی، روستایی از توابع بخش سده شهرستان اقلید در استان فارس ایران است.مردم باصری هادی از ایل بزرگ باصری می باشند.باصری ها در اواخر دوران کوچ نشینی منطقه فعلی و چه بسا با گستره بیشتر را بعنوان ییلاق و حاجی آباد کامفیروز (بنار) را بعنوان قشلاق انتخاب نموده تا اینکه کم کم با غالب شدن فرهنگ یکجا نشینی از دژکرد فعلی تا حاجی آباد ساکن دائمی می شوند روستا که در اوایل تأسیس قلعه هادی نام داشت و اکنون با نام باصری هادی شناخته می‌شودکه چهار برادر از فرزندان شاه کرم بنام های جواد، هادی، چراغ و مهدی سنگ بنای اولیه روستا را در سال 1335 ه ش بنا گذاشته و برادر دوم بعنوان کد خدای وقت معرفی و قلعه با نام او یعنی هادی ( قلعه هادی) شکل گرفته است و در حال حاضر با عنوان باصری هادی می باسد.
شغل مردم این روستا کشاورزی و دامپروری می باشد و محصولات این روستا تنوع زیادی دارد که شامل محصولات باغی از جمله سیب،گردو،زردآلو،آلو،هلو،بادام و...و همچنین برنج در این روستا کاشت می شود.
روستای باصری هادی از لحاظ آب و هوا مطلوب است و روستایی گردشگری شناخته می شود بخاطر طبیعت بکر و زیبای آن از جمله مجاورت با رودخانه کر می باشد.

## جمعیت
این روستا در دهستان دژکرد قرار دارد و براساس سرشماری مرکز آمار ایران در سال ۱۳۸۵، جمعیت آن ۲۴۸ نفر (۴۶خانوار) بوده‌است.